# The Blazing Forest
The Blazing Forest (bra: Labaredas no Céu) é um filme de aventura estadunidense de 1952 dirigido por Edward Ludwig e estrelado por John Payne, William Demarest, Agnes Moorehead, Richard Arlen, Susan Morrow, Roscoe Ates e Lynne Roberts.

## Elenco
- John Payne como Kelly Hansen
- William Demarest como Syd Jessup
- Agnes Moorehead como Jessie Crain
- Richard Arlen como Joe Morgan
- Susan Morrow como Sharon Wilks
- Roscoe Ates como Beans
- Lynne Roberts como Grace Hanson
- Walter Reed como Max
- Ewing Mitchell como Walt